# Silke Willrett
Silke Willrett (* 1974 in Stuttgart) ist eine deutsche Bühnen- und Kostümbildnerin.

## Leben und Werk
Silke Willrett studierte Bühnen- und Kostümbild bei Jürgen Rose und absolvierte ihr Staatsexamen in Kunstgeschichte an der Staatlichen Akademie der Bildenden Künste in Stuttgart.
2003 gründete sie gemeinsam mit Tanja Richter und Marc Weeger die freie Theatergruppe Fliegen ab Stuttgart, die noch im selben Jahr den Stuttgarter Theaterpreis erhielt.
Seit 2001 ist sie als freie Bühnen- und Kostümbildnerin national tätig an Häusern wie der Deutschen Oper am Rhein Düsseldorf, Staatstheater Stuttgart, Schauspiel und Oper Frankfurt, Staatstheater Wiesbaden, Staatsoper Berlin, Theater Bremen und international in De Nationale Opera Amsterdam, Opera La Monnaie in Brüssel, Opernhaus Zürich, Opera National Du Rhin Strasbourg, Opera Ballet Vlaanderen Antwerpen/Gent, Opera National de Lorraine Nancy und Opera de Limoges, Opera de Oviedo und für die Salzburger Festspiele.
Zu den wichtigsten Arbeitspartnern unter den Regisseurinnen und Regisseuren zählen Tatjana Gürbaca, Andrea Breth, Christof Nel, Jim Lucassen, Johannes Erath, Rudolf Frey und Jörg Behr.
Als Setdesignerin und Kostümbildnerin ist Silke Willrett zudem für Filmproduktionen in Stuttgart und Berlin tätig.
Silke Willrett ist Mitglied der Deutschen Akademie der Darstellenden Künste, seit 2008 in der Künstlergruppe Die Linienscharen  und im Szenografie-Bund.
Als Jurorin ist sie für den FAUST-Preis des Deutschen Bühnenvereins tätig.  2022 war sie Jurorin für ein Stipendium Bühnen- und Kostümbild an der Akademie Musiktheater Heute der Deutsche Bank Stiftung. Außerdem ist sie als Jurorin der Abschlussprüfung des Bachelor-Studiengangs Maskenbild an der Bayerischen Theaterakademie August Everding in München tätig.
Silke Willrett wurde mehrfach von der Opernwelt als Beste Bühnen- und Kostümbildnerin nominiert. So wurde sie 2022  für Ulisse in der Oper Frankfurt nominiert. 2023 wurde sie für Simon Boccanegra in Essen, für Rusalka in Hannover und Die Krönung der Poppea in Bremen nominiert.
Für die Oper Lucia di Lammermoor an der Oper Zürich erhielt sie 2022 den Österreichischen Musiktheaterpreis für die Beste internationale Musiktheaterproduktion.

## Inszenierungen (Auswahl)
- 2000 The Jumping Frog oder der Held von Calaveras von Lucas Foss, Junge Oper der Staatsoper Stuttgart, Regie: Mathias Behrends
- 2001 Die 81Min des Fräulein A von Lothar Trolle, Staatstheater Stuttgart Schauspiel, Regie: Maja Kles
- 2002 Cupid and Death von M. Locke und Ch. Gibbons, Junge Oper der Staatsoper Stuttgart, Regie: Markus Bothe, Choreografie: Christian Spuck
- 2003 The killer in me ist the killer in you, my love von Andri Beyeler, Off-Theater Produktion, Regie: Tanja Richter
- 2003 Recent Experiences – Neueste Erfahrungen von J.Wren, N. Ross, Staatstheater Stuttgart Schauspiel, Regie: Antonia Brix
- 2003 The Bosch-Story, Imagefilm, Regie: Sven Bohse
- 2004 Mondfieber nach Ein Sommernachtstraum von W. Shakespeare, Off-Theater Produktion, Regie: Tanja Richter
- 2004 Simplicius Simplicissimus von Karl Amadeus Hartmann, Staatsoper Stuttgart, Regie: Christof Nel
- 2004 Das Mass der Dinge, Diplomfilm Regie Filmakademie Baden-Württemberg, Regie: Sven Bohse
- 2005 Paradies von Dirk Dobrow, Off-Theater Produktion, Regie: Tanja Richter
- 2005 Port von Simon Stephens, Volkstheater München, Regie: Matthias Kaschig
- 2005 Faces nach einem Film von John Cassavetes, Theater der Welt, Wiener Festwochen, Deutsches Schauspielhaus Hamburg, Regie: Ivo van Hove
- 2005 Die Bakchen von Euripides, Schauspiel Frankfurt, Regie: Christof Nel
- 2006 Madama Butterfly von G. Puccini, Staatsoper Stuttgart, Regie: Monique Wagemakers
- 2006 Peter Grimes von B. Britten, Oper Aachen, Regie: Jörg Behr
- 2006 Der Landarzt, Das Wundertheater, Ende einer Welt von H. W. Henze, Prinzregententheater Bayerische Theaterakademie München, Regie: Christof Nel
- 2007 Rigoletto von Giuseppe Verdi, Oper Graz, Regie: Tatjana Gürbaca
- 2007 Eugen Onegin von P. I. Tschaikowski, Salzburger Festspiele 2007, Regie: Andrea Breth
- 2007 Pilotprojekt Wunderzaichen von Marc Andre, Staatsoper Stuttgart, Regie: Sergio Morabito
- 2008 Werther von J. Massenet, Staatstheater Mainz, Regie: Tatjana Gürbaca
- 2008 Der fliegende Holländer von R. Wagner, Deutsche Oper Berlin, Regie: Tatjana Gürbaca
- 2008 Manon von J. Massenet, Staatstheater Mainz, Regie: Tatjana Gürbaca
- 2009 Mazeppa von P. I. Tschaikowski, Opera Ballet Vlaanderen Antwerpen/Gent, 2010 Theater Bremen, 2012 Theater Erfurt, 2016 Opera de Oviedo, Regie: Tatjana Gürbaca
- 2009 Moses und Aron von Arnold Schönberg, Deutsche Oper am Rhein Düsseldorf, Regie: Christof Nel
- 2009 Carmen von George Bizet, Oper Leipzig, Regie: Tatjana Gürbaca
- 2009 Helena von Euripides, Schauspiel Augsburg und Akademie Schloss Solitude Stuttgart, Regie: Jörg Behr
- 2009 Salome von Richard Strauss, Deutsche Oper am Rhein Düsseldorf, Regie: Tatjana Gürbaca
- 2010 Eugen Onegin von P. I. Tschaikowski, Opera Ballet Vlaanderen Antwerpen/Gent, Regie: Tatjana Gürbaca
- 2010 Die verkaufte Braut von B. Smetana, Staatstheater Mainz, Regie: Tatjana Gürbaca
- 2010 Katja Kabanova von Leoš Janáček, La Monnaie Brüssel, Regie: Andrea Breth
- 2011 Tsjarodejka von P. I. Tschaikowski, Opera Ballet Vlaanderen Antwerpen/Gent, Regie: Tatjana Gürbaca
- 2011 Eugen Onegin von P. I. Tschaikowski, Theater Bremen, Regie: Tatjana Gürbaca
- 2011 Otello von Giuseppe Verdi, Oper Frankfurt, Regie: Johannes Erath
- 2011 Wozzeck von Alban Berg, Staatsoper Berlin, Regie: Andrea Breth
- 2012 Così fan tutte von W. A. Mozart, Opera Nationale de Lorraine Nancy, Regie: Jim Lucassen
- 2012 Maskenball von Giuseppe Verdi, Staatstheater Mainz, Regie: Tatjana Gürbaca
- 2012 Meeting Dido von Henry Purcell / Bruno Maderna, Theater Augsburg / Leopold-Mozart-Zentrum der Universität Augsburg, Regie: Jörg Behr
- 2013 Der Spieler von Sergei Prokofjew, De Nationale Opera Amsterdam, Regie: Andrea Breth
- 2013 Macbeth von Giuseppe Verdi, Staatstheater Mainz, Regie: Tatjana Gürbaca
- 2013 Rigoletto von Giuseppe Verdi, Opernhaus Zürich, Opera de Colombia Bogota, Regie: Tatjana Gürbaca
- 2013 Rinaldo von G. F. Händel, Staatstheater Mainz / Hochschule für Musik Mainz, Regie: Tatjana Gürbaca
- 2013 Nabucco von Giuseppe Verdi, Staatsoper Stuttgart, Welsh National Opera Cardiff eingeladen von den Savonlinna Opernfestspielen Finnland, Regie: Rudolf Frey
- 2014 Aida von Giuseppe Verdi, Opernhaus Zürich, Regie: Tatjana Gürbaca
- 2014 Katja Kabanova von Leoš Janáček, Staatsoper Berlin, Regie: Andrea Breth
- 2014 Die Zauberflöte von W. A. Mozart, Opernhaus Zürich, Regie: Tatjana Gürbaca,
- 2015 Arabella von Richard Strauss, Deutsche Oper am Rhein Düsseldorf, Regie: Tatjana Gürbaca
- 2015 Der ferne Klang von Franz Schreker, Nationaltheater Mannheim, Regie: Tatjana Gürbaca
- 2015 Hoffmanns Erzählungen von Jacques Offenbach, Theater Augsburg, Regie: Jim Lucassen
- 2015 Così fan tutte von W. A. Mozart, Opera de Limoges, Regie: Jim Lucassen
- 2016 Jeanne d’Arc – Szenen aus dem Leben der Heiligen Johanna von W. Braunfels, Oper Köln, Regie: Tatjana Gürbaca
- 2016 L’elisir d’amore von Gaetano Donizetti, Staatstheater Wiesbaden, Regie: Jim Lucassen
- 2016 Lohengrin von Richard Wagner, Aalto-Theater Essen, Regie: Tatjana Gürbaca
- 2017 Simplicius Simplicissimus von K. A. Hartmann, Theater Bremen, Regie: Tatjana Gürbaca
- 2017 Jephta von Georg Friedrich Händel, Oper Halle / Händelfestspiele Halle, Regie: Tatjana Gürbaca
- 2017 Werther von Jules Massenet, Opernhaus Zürich und Opera national du Rhin Strasbourg (2018), Regie: Tatjana Gürbaca[10]
- 2018 Fra Diavolo von Daniel Auber, Theater Erfurt, Regie: Hendrik Müller[11]
- 2018 Der Freischütz von K. M. von Weber, Aalto-Theater Essen, Regie: Tatjana Gürbaca[12]
- 2019 Albert Herring von Benjamin Britten, Theater Koblenz, Regie: Jan Eßinger[13]
- 2019 L`invisible von Aribert Reimann, Staatstheater Braunschweig, Regie: Tatjana Gürbaca[14]
- 2019 Don Giovanni von Wolfgang Amadeus Mozart, Theater Bremen, Regie: Tatjana Gürbaca[15]
- 2020 Die tote Stadt von Erich Wolfgang Korngold, Oper Köln, Regie: Tatjana Gürbaca[16]
- 2020 Manon von Jules Massanet, Staatstheater Nürnberg, Regie: Tatjana Gürbaca[17]
- 2021 Lucia di Lammermoor von Gaetano Donizetti, Oper Zürich, Regie: Tatjana Gürbaca[18]
- 2021 Das Schlaue Füchslein von Leoš Janáček, Theater Bremen, Regie: Tatjana Gürbaca[19]
- 2022 Der Freischütz von Carl Maria von Weber, Theater Koblenz, Regie: Tatjana Gürbaca[20]
- 2022 Ulisse von Luigi Dallapicolla, Oper Frankfurt, Regie: Tatjana Gürbaca[21]
- 2022 Jenufa von Leoš Janáček, Grand Théâtre de Genève, Regie: Tatjana Gürbaca[22]
- 2023 Il Trittico von Giacomo Puccini, Staatsoper Wien, Regie: Tatjana Gürbaca[23]
- 2023 Die Krönung der Poppea von Claudio Monteverdi, Theater Bremen, Regie: Tatjana Gürbaca[24]
- 2023 Il Primo Omicidio von Alessandro Scarlatti, Teatro Arriaga Bilbao, Regie: Tatjana Gürbaca[25]
- 2023 Simon Boccanegra von Giuseppe Verdi, Aalto-Theater Essen, Regie: Tatjana Gürbaca[26]
- 2024 La Juive von Fromental Halévy, Oper Frankfurt, Regie: Tatjana Gürbaca[27]
- 2024 Fausto von Louise Bertin, Aalto-Theater Essen, Regie: Tatjana Gürbaca[28]